# David Belgrove
David Belgrove (* 18. Januar 1962 in Aylesbury) OBE ist ein britischer Diplomat.

## Leben
Belgrove trat 1982 in den Dienst des britischen Auswärtigen Dienstes, dem Foreign and Commonwealth Office (FCO), ein. Er durchlief einige Abteilungen im FCO, darunter auch Einsätze im Ausland. So waren seine Stationen in Prag, Kuwait, Kalkutta, Ottawa und Kabul. Im Jahr 2010 wurde ihm für seine Arbeit in Afghanistan ein OBE verliehen. Von 2010 bis 2010 war Geschäftsträger (chargé d’affaires) in Monrovia (Liberia). Dann ab 2012 war er stellvertretender Missionsleiter und Generalkonsul in Khartum.
Belgrove wurde im April 2015 zum britischen Botschafter in der Republik Liberia ernannt. Er trat die Nachfolge von Fergus Cochrane-Dyet an, der in einen anderen diplomatischen Dienst wechseln wird. Im August 2020 wurde Belgrove als Nachfolger von Sharon Wardle zum britischen Hochkommissar für die Republik Gambia ernannt.

## Familie
Er ist verheiratet mit Mette Ofstad und hat zwei Töchter.

## Auszeichnungen und Ehrungen
- 2010 – Officer of the Order of the British Empire (OBE)[1]